# Myrmica excelsa
Myrmica excelsa  (лат.) — вид мелких муравьёв рода Myrmica (подсемейство мирмицины).

## Распространение
Дальний Восток России (Приморский край), северо-восточный Китай, Корея, Япония.

## Описание
Мелкие коричневые муравьи длиной около 5 мм с длинными шипиками заднегруди. Отличаются своим наличником: он обладает приподнятым боковым краем около мест прикрепления усиков как у муравьёв рода Tetramorium. Усики 12-члениковые (у самцов 13-члениковые). Стебелёк между грудкой и брюшком состоит из двух члеников: петиолюса и постпетиолюса (последний четко отделен от брюшка), жало развито, куколки голые (без кокона). Брюшко гладкое и блестящее. Муравейники располагаются под землёй, под камнями, в мёртвой древесине. Брачный лёт самок и самцов происходит в августе и сентябре.

## Систематика
Близок к видам Myrmica transsibirica и Myrmica tamarae (таксонам из группы Myrmica lobicornis-group), отличаясь формой скапуса. Все эти виды обладают приподнятым боковым краем клипеуса как у муравьёв рода Tetramorium и выделены в комплекс Myrmica excelsa-group. Вид был впервые описан в 1990 году российским мирмекологом Алиной Ниловной Купянской (Биолого-почвенный институт ДВО РАН, Владивосток). Описанные из Китая (Myrmica sinica Wu & Wang, 1995) и Южной Кореи (Myrmica cadusa Kim, Park & Kim, 1997) виды оказались синонимами Myrmica excelsa.